# Stipa sorianoi
Stipa sorianoi là một loài thực vật có hoa trong họ Hòa thảo. Loài này được Parodi miêu tả khoa học đầu tiên năm 1960.